# Лапино (Шатневский сельсовет)
Лапино — упразднённая деревня в Вязниковском районе Владимирской области России.

## География
Урочище находится в северо-восточной части области, в зоне хвойно-широколиственных лесов, в пределах Волжско-Окского междуречья, на правом берегу реки Узенки (правый приток реки Селезень), на расстоянии 17 километров (по прямой) к юго-юго-западу от города Вязники, административного центра района.

### Климат
Климат характеризуется как умеренно континентальный. Средняя температура воздуха самого холодного месяца (января) — −11,1 °C (абсолютный минимум — −48 °С), средняя максимальная температура воздуха (июля) — +23,3 °С (абсолютный максимум — +37 °С). Годовое количество атмосферных осадков составляет около 607 мм, из которых 413 мм выпадает в период с апреля по октябрь.

## История
В «Списке населенных мест Владимирской губернии по сведениям 1859 года» населённый пункт упомянут как удельная деревня Вязниковского уезда, расположенная при речке Кузенке, в 20 верстах от уездного города. В деревне насчитывалось 13 дворов и проживало 93 человека (48 мужчин и 45 женщин).
По состоянию на 1905 год, в Лапине имелось 12 дворов и проживало 82 человека. В административном отношении деревня входила в состав Никологорской волости.
По данным 1926 года, в деревне имелось 15 крестьянских хозяйств и проживало 89 человек (40 мужчин и 49 женщин). Являлась частью Коломихинского сельсовета.
На момент упразднения входила в состав Шатневского сельсовета Вязниковского района. Упразднена решением облисполкома № 319 от 16 мая 1986 года как фактически не существующая.